# Romela Begaj
Romela Begaj (Tirana, 1986. november 2. –) többszörös Európa-bajnoki érmes albán súlyemelőnő.

## Sportpályafutása

### Olimpia
Romela Begaj pályafutása során két olimpián vett részt, 2008-ban és 2012-ben. Legjobb eredménye a Pekingben 58 kg-ban elért 6. helyezése volt. 2012-ben Ő vitte országa zászlaját a megnyitó ünnepségen, a súlyemelőversenyen az 58 kg-os kategóriában 11. lett.

### Világbajnokság
2006-ban a junior világbajnokságon 58 kg-ban 5. helyezést ért el, ugyanebben az évben elindult élete első felnőtt világbajnokságán, ahol szakításban 5. lett, de lökésben kiesett, így helyezetlen lett. 2009-ben a kojangi világbajnokságon érte el pályafutása legjobb eredményét, ahol 4. helyet ért el az 58 kilósok versenyében. A 2010-es világbajnokságon ismét nem ért el helyezést, mivel lökésben kiesett. A 2011-ben 58 kg-ban és 2013-ban 63 kg-ban egyaránt 8. helyezést ért el a VB-n. A 2014-es világbajnokságon szakításban aranyérmet nyert a női 63 kilogrammosok versenyében, ezzel megszerezve hazája első női aranyérmét a VB-k történetében, összetettben a 7. helyen végzett. A világbajnokságon elvégzett doppingvizsgálat viszont pozitív eredményt hozott nála, ezért érmét elvették, eredményeit megsemmisítették, és a nemzetközi szövetség 2 éves eltiltással sújtotta.